# 石井泰行
石井 泰行（いしい やすゆき、昭和9年（1934年）5月12日 - 平成27年（2015年）11月23日）は、広島県出身の実業家・経営者である。賀茂鶴酒造名誉会長。

## 来歴[1]
- 昭和9年（1934年）5月12日 - 広島県賀茂郡西条町（現・東広島市）に生まれる。
- 昭和28年（1953年）3月 - 広島大学教育学部附属東千田高等学校卒業。
- 昭和32年（1957年）3月 - 早稲田大学第一商学部卒業。
- 同年4月 - 賀茂鶴酒造株式会社東京支社に入社。
- 昭和38年（1963年） - 同社東京支社長に就任。
- 昭和54年（1979年） - 同社取締役社長に就任。
- 平成5年（1993年）4月 - 東広島商工会議所会頭に就任（ - 平成10年（1998年）3月）。
- 平成7年（1995年）4月 - 崇徳学園理事長に就任（ - 平成13年（2001年）3月）。
- 平成9年（1997年） - 同社代表取締役会長に就任。
- 平成11年（1999年）4月 - 東広島市観光協会会長に就任（ - 平成25年（2013年）3月）。
- 平成23年（2011年）11月 - 名誉会長に就任。
- 平成26年（2014年）5月 - 賀茂鶴酒造株式会社参与に就任（ - 平成27年（2015年）11月）。
- 平成26年（2014年）6月 - 株式会社東広島ケーブルメディア代表取締役会長兼社長に就任（ - 平成27年（2015年））。
- 平成27年（2015年）11月23日 - 多臓器不全のため死去。

## 人物
- 血液型O型。趣味は絵画鑑賞・読書・人と付き合うことである。信条は「自然体」。座右の銘は「一隅を照らす」。性格は、と尋ねると「短気。若いときには理不尽なことがあると、木刀を持って殴りこんだこともある」と答えている。
- 創業者一族ではなく、準創業家とされる。
- 妻は日本画家・児玉希望の息女である。
- 長男・石井裕一郎氏はNHK勤務（平成29年退職。賀茂鶴酒造勤務）。おもに番組制作を担当。「NHKスペシャル　イスラム潮流」ディレクター、「その時歴史が動いた 」チーフ・プロデューサー。
- 東映会長・相談役を務めた岡田茂や日本商工会議所第17代会頭の山口信夫、「酒」編集長の佐々木久子など幅広い人脈があった。
- 母校である広島大学附属中学・高等学校の同窓会（アカシア会）会長も務めていた。

## 典拠
1. ↑  『月刊経済春秋』2015年3月号（2015年、春秋社）、p46